# Belgrano (departamento de Santiago del Estero)
Belgrano é um departamento da Argentina, localizado na
província de Santiago del Estero.